# Preston upon the Weald Moors
Preston upon the Weald Moors – wieś i civil parish w Anglii, w hrabstwie Shropshire, w dystrykcie (unitary authority) Telford and Wrekin. W 2011 roku civil parish liczyła 224 mieszkańców. Preston upon the Weald Moors jest wspomniana w Domesday Book (1086) jako Prestune.